# Силикагел
Силикагелът е анхидрид на силициевата киселина. Той е твърдо, порьозно вещество, със силни абсорбционни и адсорбционни свойства. Използва се широко в бита, техниката и лабораторната работа за:
- контрол на влажността (активно поглъща водните пари, т.е. изсушава);
- филтриране на течности и разтвори;
- разделяне на съставките на многокомпонентни разтвори (чрез течна хроматография)
- Използва се в ексикатори за намаляване на влагата във въздушната среда.
- Използва се за материал в котешки тоалетни.

Най-често силикагел се използва за поддържане на суха среда за продукти, които биха се повредили от влагата. Силикагел се слага в опаковки от лекарствени разтворими таблетки и електронни компоненти – за пример харддисковете за компютри. Силикагелът има пореста структура и голяма вътрешна повърхност и може да поглъща влага до 40% от собственото си тегло. Силикагелът не е токсичен и е незапалим.

Може да се регенерира чрез изсушаване в сушилни пещи при висока температура.
1. 1 2  www.cdc.gov